# Селва III (Кампобасо)
Селва III је насеље у Италији у округу Кампобасо, региону Молизе.
Према процени из 2011. у насељу је живело 53 становника. Насеље се налази на надморској висини од 512 м.